# 소나무비늘버섯목
소나무비늘버섯목(학명: Hymenochaetales 히메노카이탈레스[*])은 주름버섯강(담자균강)에 속하는 균류 목이다. 약 600여 종을 포함하고 있으며 대부분 배착성과 다공성 균류이지만 일부 산호 버섯류도 포함하고 있다.

## 하위 과
- 소나무비늘버섯과(Hymenochaetaceae)
- 좀구멍버섯과(Schizoporaceae)
- Repetobasidiaceae
- 미분류 과
  - 옷솔버섯속(Trichaptum)